# Élections législatives polonaises de 1961
Les élections législatives polonaises de 1961 se déroulent le 16 avril 1961. Ce sont les troisièmes élections de la République populaire de Pologne et les quatrièmes de la Pologne communiste. Elles visent à élire les membres du Sejm, le Parlement polonais. 
Les élections sont régies par la Constitution de la République populaire de Pologne. Officiellement, la participation électorale s'élève à 95 %.

## Changement par rapport à l'élection précédente
Alors que les élections précédentes avaient pour but d'élire 458 personnes, celles de 1961 ont deux nouveaux sièges à pourvoir, soit en définitive 460 sièges.

## Des élections non-démocratiques
La seule liste de candidats autorisée est celle du Front Jedności Narodu (FJN), menée par le Parti ouvrier unifié polonais (PZPR).
Ces élections, comme toutes les autres du régime communiste polonais ne sont pas libres mais falsifiées, comme celles des autres démocraties populaires. Néanmoins, par rapport à il y a cinq ans, la société polonaise apparaît encore plus déçue par un gouvernement déjà non-démocratique mais aussi qui ne répond pas aux attentes populaires.

## Résultats
|  | Parti                         | Pourcentage | Sièges (Sejm) |
|  | ----------------------------- | ----------- | ------------- |
|  | Parti ouvrier unifié polonais | 55,5 %      | 255           |
|  | Parti paysan unifié           | 25,4 %      | 117           |
|  | Indépendants                  | 11,1 %      | 49            |
|  | Parti démocrate               | 8 %         | 39            |
|  | Total                         | -           | 460           |

## Sources
- (en) Cet article est partiellement ou en totalité issu de l’article de Wikipédia en anglais intitulé « Polish legislative election, 1961 » (voir la liste des auteurs).